# Charles-Gabriel Potier
Pour les articles homonymes, voir Potier et Famille Potier.
Charles-Gabriel Potier, né le 23 octobre 1774 à Paris, mort le 19 mai 1838 à Fontenay-sous-Bois (Seine), est un acteur français.

## Biographie
Charles-Gabriel Potier appartenait, à ce que l’on croit, à la famille de robe des Potier de Novion, dont un membre, président au Parlement en 1645, remplaça Patru à l’Académie française. Il est le fils de Pierre-Constant Potier des Cailletères, greffier au Parlement de Paris de Jeanne-Claire de Fuentes de Toledo y del Castillo.
Potier est d’abord militaire, métier pour lequel il n’a cependant que peu de goût. Reprenant des études de mathématiques à Paris en 1796-1797, il est attiré par la comédie et joue en secret sur la scène du Délassements-Comiques, qu’il quitte en 1798 pour celle du Théâtre des Victoires-Nationales de la rue du Bac.
Après avoir joué quelque temps en province, il parut pour la première fois, en mai 1809, aux Variétés, que dirigeait alors Brunet. Dans les premiers jours, il eut peu de succès ; mais bientôt quelques rôles, principalement celui du père Fumeron dans l’Intrigue de carrefour, lui permirent de montrer le naturel et l’originalité qui caractérisèrent son talent dans l'emploi des comiques de vaudeville. Le ci-devant jeune homme le mit en pleine renommée (1812). En 1818, il quitta les Variétés pour la Porte-Saint-Martin, et retourna aux Variétés en 1826.
En 1823 il se porta acquéreur de l'immeuble du 26 rue de Richelieu dont dépend le Passage Potier auparavant Passage Beauvilliers du nom du célèbre restaurateur, c'est Charles Gabriel Potier au faîte de sa gloire qui débaptisa ce passage privé. pour l'appeler de son nom.
Sa santé l’obligea de se retirer le 11 avril 1827, et il ne reparut plus qu’à des intervalles irréguliers sur diverses scènes.
Potier a créé d’une façon originale un grand nombre de rôles, entre autres : le Bourgmestre de Saardam, le Tailleur de Jean-Jacques, Riquet à la Houpe, le père Sournois des Petites Danaïdes, l’Homme de soixante ans, le Centenaire, le Bénéficiaire, etc.
Il est inhumé au cimetière du Père-Lachaise (4e division).

### Vie privée
Charles-Gabriel Potier est le père du comédien et dramaturge Charles Potier (1806-1870).

## Œuvres
- Potériana; ou, Recueil de cancans de ville et de coulisses, de calembourgs, bon-mots, naïvetés, couplets pointus, anecdotes, monologues, bêtises et réparties spituelles, 1814 (attribuée).
- Trois Messéniennes, 1824

## Théâtre
- 1809 : Monsieur Asinard ou Le volcan de Montmartre
- 1810 : Le Mai d'amour ou Le rival complaisant
- 1810 : Monsieur Grégoire ou Courte et bonne
- 1810 : La Petite Cendrillon ou La chatte merveilleuse
- 1810 : Les Rentes viagères ou La maison de santé
- 1810 : Une Soirée de Carnaval
- 1811 : La Comète, vaudeville de Michel-Nicolas Balisson de Rougemont et Henri Simon : Télescope
- 1811 : L'Intrigue hussarde
- 1811 : L'Ogresse ou La belle au bois dormant, de Désaugiers et Michel-Joseph Gentil de Chavagnac: Fortuné
- 1811 : Riquet à la houppe, féérie d'Antoine Simonnin : Prince Riquet
- 1812 : Le Ci-devant jeune homme, comédie de Jean-Toussaint Merle et Nicolas Brazier : M. de Boissec
- 1812 : Jean de Passy d’Alphonse Martainville et Théophile Marion Dumersan : Pain-Sec
- 1812 : La Matrimoniomanie, vaudeville de Marc-Antoine-Madeleine Désaugiers, Gentil et Balisson de Rougemont : M. des Accords
- 1812 : Le Petit corsaire ou Le retour, vaudeville de Michel-Nicolas Balisson de Rougemont, Nicolas Brazier, et Jean-Toussaint Merle : Bonardin
- 1813 : Les Deux magots de la Chine, comédie de Sewrin : Tang-Out-Sung
- 1813 : Les Intrigues de la Rapée, vaudeville de Sewrin, Jean-Toussaint Merle et Théophile-Marion Dumersan : Narcisse Trottin dit Claquette
- 1813 : Monsieur Croquemitaine ou Le Don Quichotte de Noisy-Le-Sec, vaudeville de Désaugiers, Nicolas Brazier et Jean-Toussaint Merle : Monsieur Croquemitaine
- 1816 : La Princesse de Tarare ou Les contes de ma Mère l'Oie, folie-vaudeville d'Eugène Scribe : Le prince Olibrius
- 1817 : Le Combat des montagnes d'Eugène Scribe : Lantimèche
- 1817 : Le Café des Variétés d'Eugène Scribe et Henri Dupin : M. Dutoupet
- 1818 : Le Bourgmestre de Saardam ou Les deux Pierre d’Eugène Cantiran de Boirie, Mélesville et Jean-Toussaint Merle : Van-Bett
- 1819 : Les Petites Danaïdes ou Quatre-vingt-dix-neuf victimes de Marc-Antoine-Madeleine Désaugiers et Michel-Joseph Gentil de Chavagnac : Sournois
- 1820 : Le Docteur Quinquina ou Le poirier ensorcelé de Philibert Rozet et Jules Joseph Gabriel de Lurieu : Le docteur Quinquina
- 1820 : M. Pique-assiette d’Armand d'Artois et Jules Joseph Gabriel de Lurieu : Pique-assiette
- 1822 : Les Blouses ou La soirée à la mode de Jules Joseph Gabriel de Lurieu, Armand d'Artois et Emmanuel Théaulon : Blousé
- 1824 : Le Conscrit, vaudeville de Jean-Toussaint Merle, Antoine Simonnin et Ferdinand Laloue : Jacques